# كوبريلي (بلدة)
كوبريلي (بالكردية: Qoreveng‏) (بالتركية: Köprülü)‏ (بالتركية العثمانية: كوپريلى)‏ هي بلدة تابعة لمديرية كوله في محافظة أردهان التركية وسكانها من الكرد. بلغ عدد سكانها 2,102 نسمة في عام 2021.
تتكون البلدة من ثلاث أحياء وتبعد عن مدينة كوله 25 كم وعن مدينة أردهان 75 كم.